# ガス＝サレ
ガス＝サレ (ロシア語: Газ-Сале)とは、ロシア連邦ヤマロ・ネネツ自治管区タス地区ガス＝サレ農村居住区域にある村。人口は1,735人（2017年）。